# 519 Sylvania
519 Sylvania
519 Sylvania là một tiểu hành tinh ở vành đai chính. Nó được Raymond Smith Dugan phát hiện ngày 20.10.1903 ở Heidelberg, và được đặt theo tên theo rừng mà ông thường đi bộ lang thang trong đó khi còn nhỏ.